# Caccia alla balena

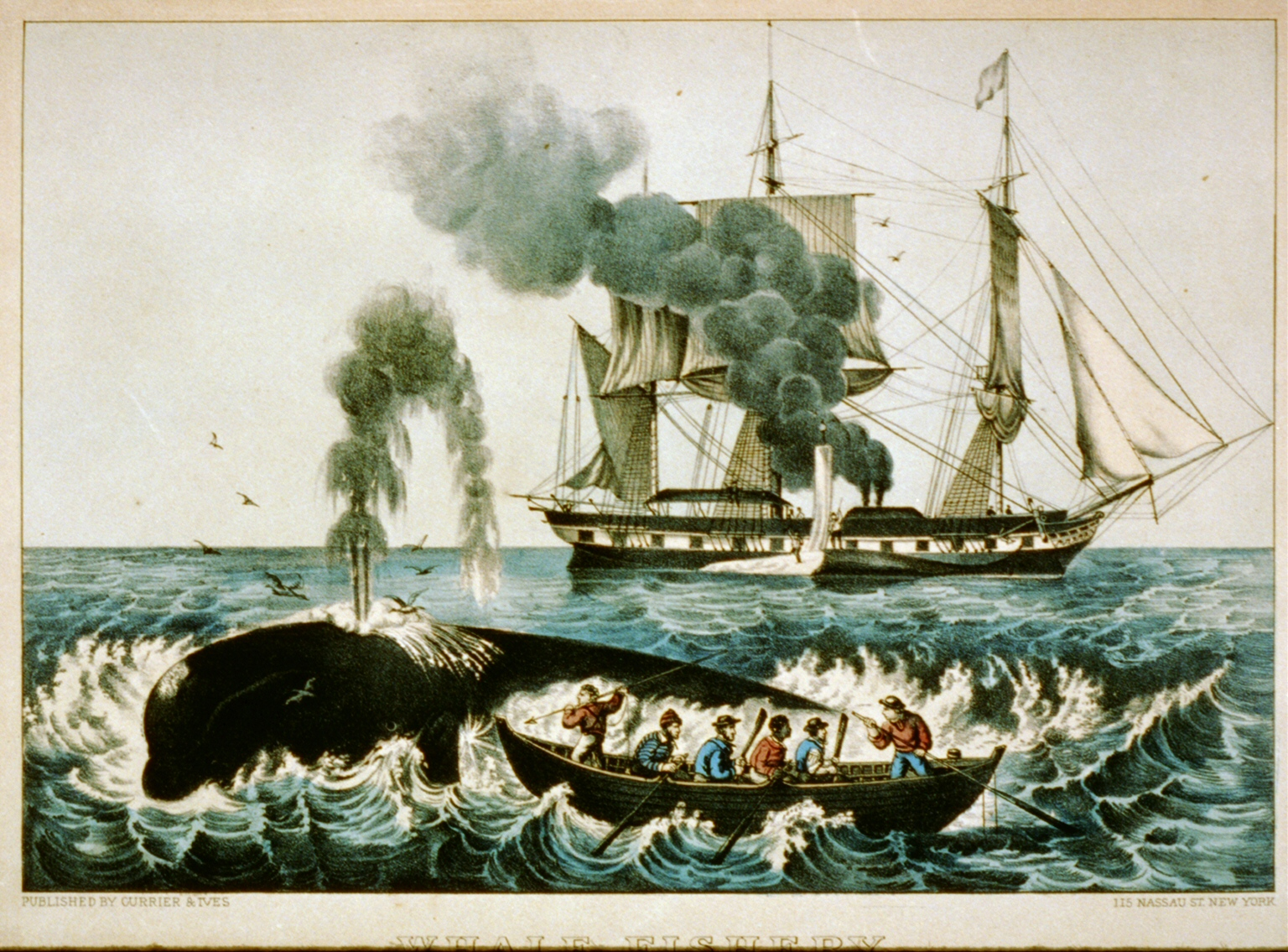
Caccia alla balena in una litografia colorata a mano risalente agli anni 60 del XIX secolo

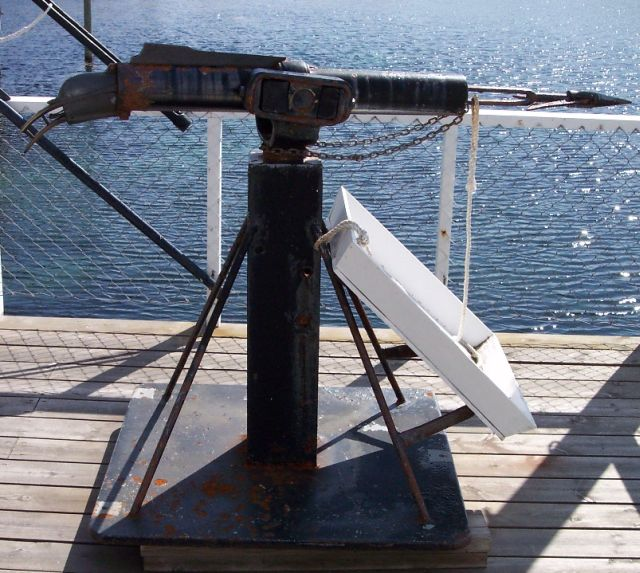
Un moderno arpione

La caccia alla balena è una caccia, mediante navi e barche, in generale a tutti i cetacei di grandi dimensioni. La caccia alla balena ha origini antiche, ma si è sviluppata soprattutto dal XVI secolo nell'oceano Atlantico e dal XIX secolo nell'oceano Pacifico. I primi balenieri commerciali furono i baschi.
Le navi addette alla caccia alla balena sono chiamate baleniere, e i marinai di tali navi sono balenieri. La caccia in genere procede con baleniere relativamente grandi (in tempi moderni, navi fabbrica) che lanciano scialuppe o altre navi più piccole che si avvicinano al cetaceo e lo colpiscono con un arpione (oggi si usano arpioni esplosivi). Dopo l'uccisione il cetaceo viene portato alla baleniera e lì lavorato per prelevare il grasso e gli altri prodotti.
Nel XIX secolo il prodotto principale delle balene era il grasso, che veniva convertito in un olio usato per le lampade, ma l'intero animale veniva utilizzato, compresi i fanoni per corsetti, e l'olio fragrante del capodoglio per profumi. Attualmente, la caccia alla balena è praticata soprattutto per la carne, che è un prodotto tipico e spesso prediletto di molte località con lunghe tradizioni baleniere, come il Giappone, l'Islanda e la Norvegia, nonché di molte popolazioni indigene che vivono negli Stati Uniti e in Canada.

## Storia

### Le origini
L'uomo iniziò presumibilmente ad inserire le balene nella sua dieta in tempi molto antichi: la scoperta di un dente di capodoglio nel giacimento paleolitico di Bédeilhac-et-Aynat, nei Pirenei francesi, sembrerebbe avvalorare questa tesi. Tuttavia, vista l'impossibilità pratica di realizzare strumenti idonei alla caccia anche in acque basse, è probabile che si limitasse a recuperare balene arenate sulla spiaggia.
Eppure non è da escludere, sulla base dell'osservazione delle tecniche di caccia degli aleuti e degli eschimesi, effettuate mediante l'uso di punte intagliate avvelenate, che gli uomini primitivi facessero altrettanto, seguendo con imbarcazioni l'animale agonizzante. In ogni caso la caccia delle origini era intrapresa in prossimità della costa. Il più antico metodo di caccia conosciuto con certezza è quello consistente nel sospingere le balene a riva. L'operazione veniva eseguita piazzando parecchie barche di piccole dimensioni tra la balena e il mare aperto, cercando di spaventarla con rumori e forse con lance e frecce. Solitamente questo metodo era usato per piccole specie, come il globicefalo, il beluga, il narvalo.
Successivamente si adoperava un'ancora galleggiante legata ad un arpione, nella speranza che la balena si stancasse abbastanza da poter essere avvicinata e uccisa. Molti popoli del mondo cacciavano le balene in questo modo, inclusi gli inuit, i nativi americani e i baschi del golfo di Guascogna. Fonti archeologiche trovate a Ulsan nella Corea del Sud provano che ancore galleggianti, arpioni e lenze venivano usate fin dal 6000 a.C.

### La caccia in età medievale e i baschi

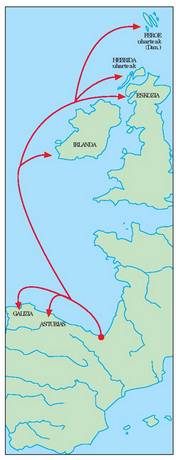
Rotte dei baschi dal golfo di Biscaglia verso l'Oceano Atlantico

All'inizio del Medioevo, documenti scritti scandinavi riferiscono di una tecnica di caccia denominata grind: gli uomini, a bordo di piccole imbarcazioni, sospingevano branchi di piccoli cetacei negli stretti fiordi costieri, fino a farli giungere in acque basse. A quel punto venivano uccisi con delle lance.
Solamente nel IX secolo, presso i baschi, la caccia alla balena diventa un'attività rilevante, continuativa e non circoscritta al consumo locale e di sussistenza. Nel golfo di Biscaglia infatti, per sei mesi l'anno le femmine di balena franca si recavano per partorire, approfittando delle acque calde ivi presenti. Delle vedette si appostavano nei periodi autunnali in punti elevati sul mare, segnalando la presenza di gruppi con tamburi, campane o falò. Delle imbarcazioni leggere venivano a quel punto messe in acqua, all'inseguimento delle prede. Queste, una volta raggiunte, venivano colpite ed uccise con un tridente, indi trascinate a riva e squartate. I baschi acquistano esperienza nella caccia e ne fanno il centro della loro economia. Empori commerciali che vendono sottoprodotti della balena, quali la lingua, richiestissima e prelibata o il grasso, che viene salato e distribuito in tutta la Francia, sorgono sulle coste basche.
Verso il XV secolo tuttavia la caccia indiscriminata condotta lungo le coste della Biscaglia determinò un impoverimento delle aree di caccia tradizionali, spingendo i baschi a mutare le loro tecniche tradizionali e spostarsi più al largo. A bordo di imbarcazioni adatte ad affrontare il mare aperto (prima le caracche, poi le caravelle), si spingono nel nord Atlantico, fino alle isole Fær Øer. Gli equipaggi di questi velieri erano composti perlopiù da stranieri, della Frisia e della Normandia in primis. I baschi si limitavano all'arpionamento e allo squartamento delle prede.
Nella loro attività i baschi sviluppano due pidgin: basco-algonchino e basco-islandese.

### Il declino dei baschi e l'ascesa degli olandesi
Le guerre tra la Spagna e la Francia nel XVI secolo rendono i Paesi Baschi zona di guerra e mettono in difficoltà le attività dei locali. Contemporaneamente la caccia comincia ad essere praticata in maniera consistente da inglesi e olandesi, i quali, avvalendosi di esperti baschi, apprendono in breve tutti i segreti del mestiere, salvo poi rispedirli in patria una volta apprese le tecniche della caccia e della lavorazione.
I baschi a seguito di un naufragio sono uccisi per dispute locali nel massacro degli Spagnoli nel 1615 in Islanda e quindi resi criminali dalla legislazione locale (fino al 2015, anno dell'abrogazione).
La concorrenza spietata comporta una estensione delle aree di caccia sino alla Groenlandia: gli olandesi costruiscono sulle coste dello Spitsbergen stazioni di caccia attrezzate, fornite di magazzini e centri di lavorazione e commercializzazione dei prodotti ottenuti dalla balena. Si tratta di villaggi che nella stagione della caccia giungono ad accogliere diverse migliaia di persone, risultando pressoché deserti nel resto dell'anno. La stazione baleniera più importante fu Smeerenburg che, fondata nel 1623, raggiunse il suo apogeo negli anni 30 del XIX secolo, arrivando ad ospitare in una stagione circa 300 baleniere per un numero di persone intorno alle 18000 unità.
La diminuzione e l'allontanamento delle balene franche dalle acque del nord Atlantico segnerà tuttavia il declino dell'industria baleniera olandese, determinando l'abbandono delle stazioni di caccia.

### Prima metà del XIX secolo: la caccia al suo apice prima a Nantucket, poi a Bedford
Nel 1800, nel Massachusetts, iniziò a svilupparsi la caccia alle balene; in particolar modo a New Bedford e nella vicina isola di Nantucket. Negli anni '20 dello stesso secolo, partì la famosa baleniera Essex, comandata dal capitano Pollard e dal primo ufficiale Owen Chase. Dopo aver ucciso un branco di balene, fu avvistato un grosso capodoglio, che fu attaccato, ma che, dopo essersi tolto i ramponi di dosso, cozzò contro la nave.
Per circa un secolo New Bedford divenne un importante porto per la caccia alle balene (1765-1860). In questo periodo poteva contare su una flotta di circa 400 baleniere, con una produzione di centinaia di migliaia di barili di grasso di balena, destinati ad alimentare le lampade di tutto il paese. Da questo porto, nel 1841, si imbarcò su una baleniera lo scrittore Herman Melville che trasse poi ispirazione da questa esperienza per il suo famoso romanzo Moby Dick, ambientato proprio a New Bedford e Nantucket.
In entrambe le città si continuò la caccia anche nei primi anni del Novecento, ma furono sempre meno i ragazzi che rischiavano la vita in un mestiere molto pericoloso. Oggi la caccia alle balene è vietata a livello internazionale.

### La crisi di fine secolo

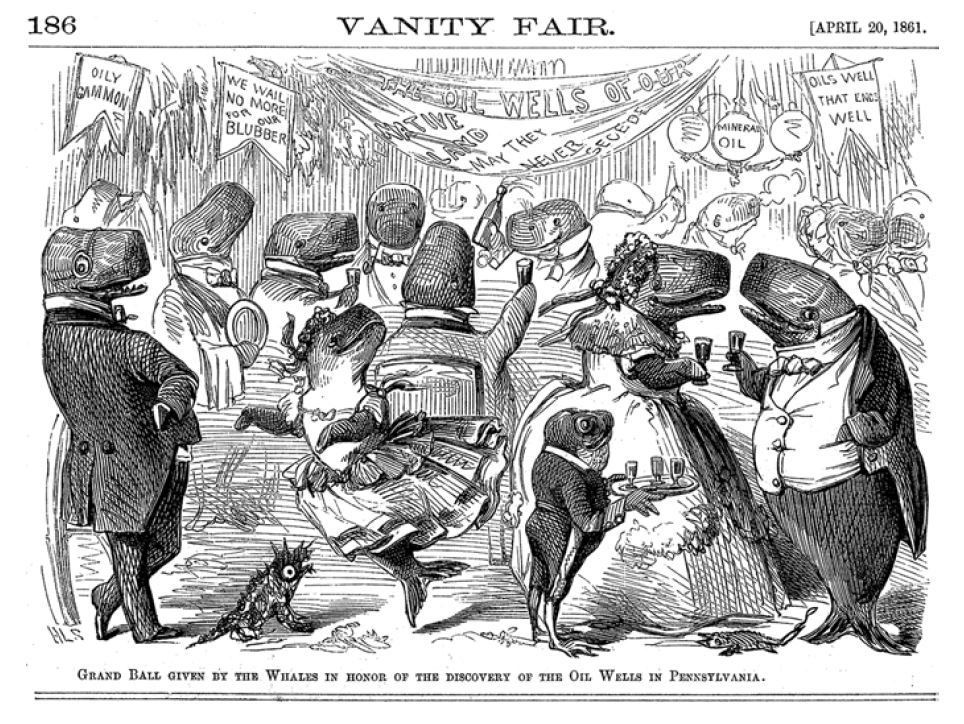
Vignetta pubblicata su Vanity Fair nel 1861 mostrante capodogli che festeggiano l'avvento dei pozzi petroliferi, la cui produzione blocca la loro caccia per ottenere la carne blubber da cui produrre l'olio di balena, sostituito dal petrolio

La crisi di fine secolo fu dovuta principalmente da due grandi eventi: la nascita dell'industria petrolifera e la guerra civile americana. Fino a quel momento l'olio di balena era l'unico combustibile per le lampade, ma venne sostituito in fretta con il kerosene, un sottoprodotto della lavorazione del petrolio.
Inoltre, durante la guerra civile la Marina dei confederati affondò numerose navi per la caccia alle balene nella costa orientale. L'America non rimase al passo con gli altri stati che ammodernarono sempre di più le proprie tecniche, tanto che all'inizio del XX secolo possedeva solo quaranta navi adibite alla caccia alle balene.

### Evoluzione della situazione dall'inizio del XX secolo ad oggi
Verso la fine del XIX secolo l'industria della caccia alla balena venne trasformata dallo sviluppo di navi a vapore, che consentivano la caccia delle veloci balenottere azzurre e balenottere comuni, e degli arpioni esplosivi (introdotti dal norvegese Svend Foyn), che aiutavano la portata d'azione e consentivano una maggiore precisione nel tiro. La nuova tecnologia, abbinata alla diminuzione delle balene nel resto del mondo, portò allo sviluppo della caccia in Antartide, dove la grande concentrazione di balene in alimentazione resero molto lucrosa la caccia su larga scala. La Prima Guerra Mondiale consentì l'avvento di un vasto mercato di esplosivi prodotti con la glicerina derivata dall'olio di balena, risultato della caccia degli Inglesi e dei Norvegesi in Antartide. Nel frattempo il Giappone stava sviluppando una caccia alla balena diversa, come industria costiera, soprattutto con megattere, balene grigie e balene franche.
Dal momento che le balene migrano in tutto il mondo attraverso le acque costiere e gli oceani aperti, divenne evidente la necessità di una cooperazione internazionale per la loro conservazione. Sin dal 1925 la Lega delle Nazioni riconobbe che le balene erano sovrasfruttate e che c'era la necessità di regolare le attività di caccia. Nel 1930 venne fondato il Dipartimento di Statistica sulla Caccia Internazionale alle Balene per tenere una traccia registrata delle catture. A questo fece seguito la Convenzione per la Regolamentazione della Caccia alla Balena, il primo accordo internazionale ratificato da 22 nazioni nel 1931. In ogni caso, alcune delle più importanti nazioni "baleniere", incluse Germania e Giappone, non ne presero parte e in quello stesso anno vennero uccise 43.000 balene.
Numerose specie di grandi balene arrivarono vicino all'estinzione a causa della caccia, e così varie nazioni si riunirono durante tutti gli anni '30 tentando di regolamentare l'industria baleniera. Infine, nel 1948 venne fondata la Convenzione Internazionale per la Regolamentazione della Caccia alla Balena (ICRW). Il Preambolo recita che "Riconoscendo l'interesse delle nazioni del mondo nel salvaguardare per le future generazioni la grande risorsa naturale rappresentata dagli stock delle balene…avendo deciso di ratificare una convenzione per provvedere alla corretta conservazione degli stock di balene e quindi rendere possibile uno sviluppo disciplinato dell'industria baleniera". La Commissione Baleniera Internazionale (IWC) venne fondata quale corpo operativo, ed in origine era composta da 14 stati membri. L'IWC si riunisce ogni anno e adotta regolamenti sui limiti di cattura, metodi di caccia ed aree protette, sulla base di un voto di maggioranza dei tre quarti degli stati membri. Negli anni recenti l'IWC, riconoscendo nuove minacce alle balene, si è mossa verso un'agenda più orientata alla conservazione, includendo le catture accidentali nelle reti da pesca e la preoccupazione relativa ai cambiamenti ambientali globali. La caccia alla balena da parte delle popolazioni indigene, chiamata caccia da "sussistenza aborigena", è soggetta a una tipologia di controllo da parte dell'IWC diversa da quella per la caccia commerciale.
Oggi la caccia delle balene è vietata nella maggior parte del mondo, ma in molti paesi i cacciatori continuano indisturbati la loro caccia, in particolare in Giappone, dove il governo ha fatto sapere che il Paese non fermerà la caccia alle balene nonostante un divieto della Corte dell'Aia.

### Musei

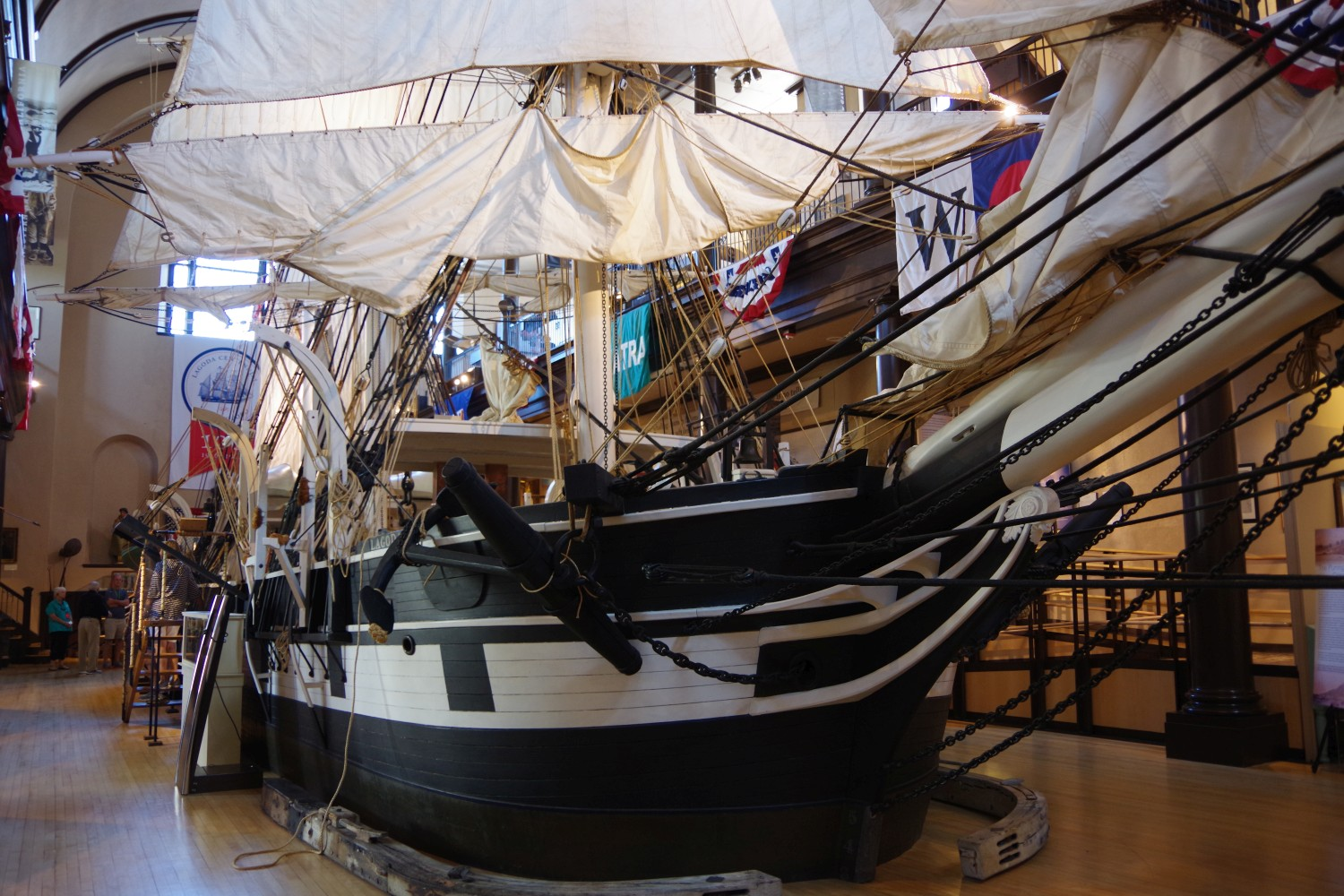
New Bedford Whaling Museum: la nave baleniera Lagoda. Una copia dell'originale in scala dimezzata completamente visitabile.

Il Whaling Museum nella cittadina di New Bedford è il museo più completo del mondo dedicato alla storia globale delle balene, della caccia alle balene e della storia culturale della regione. Il museo ha circa 750.000 oggetti nella sua collezione, tra cui cinque scheletri di balene, il più grande modello di nave baleniera al mondo (la baleniera "Lagoda") e la più grande collezione di ossi di balena intagliati e decorati.

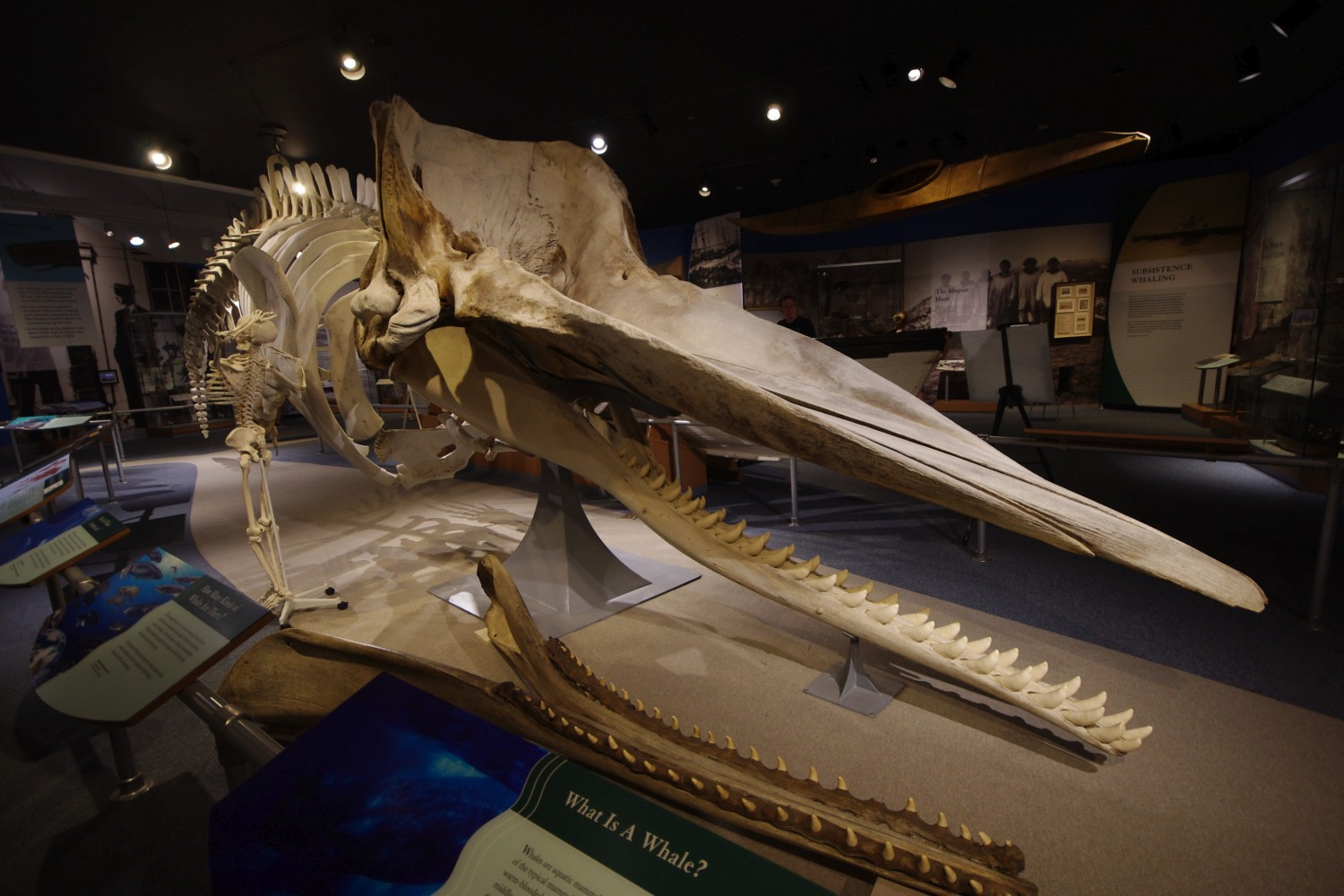
New Bedford Whaling Museum: lo scheletro di una balena

 Il New Bedford Whaling Museum esplora e interpreta la relazione che nel tempo ha legato la costa meridionale del Massachusetts con il mare, partendo dalla popolazione indigena originale e proseguendo nel panorama della storia unica e speciale della regione. La sua missione è quella di educare e interessare il pubblico nell'interazione storica degli esseri umani con le balene. Il museo offre mostre innovative, programmi di educazione pubblica e programmi culturali per trasmettere la storia, la scienza e la cultura a circa 100.000 visitatori locali, nazionali e internazionali che giungono ogni anno.

## Controversie
La caccia alla balena è sorgente di molte controversie e dispute diplomatiche internazionali. Al momento è limitata alla ricerca e alla sussistenza di limitate popolazioni indigene.
Molti Stati membri della Commissione internazionale per la caccia alle balene (IWC) si oppongono alla caccia commerciale, citando sia i numeri delle balene, bassi in confronto al numero esistente prima del XIX secolo, e anche l'industria turistica che presenta le balene come attrazione, oltre che la simpatia che le balene, come la maggior parte dei cetacei, riscuotono nelle popolazioni. Inoltre, vi sono sostituti pratici per ciascuno dei prodotti che in secoli passati si potevano ottenere solo dalle balene.
Altri Stati della commissione citano l'aumento nel numero di balene, soprattutto di alcune specie di balene, da quando la caccia commerciale alle balene fu sospesa nel 1986 (quando fu sospesa a causa della riduzione nel numero delle balene dovuta alla caccia stessa, e anche per motivi politici). Questo aumento, e gli usi tradizionali delle balene, soprattutto la carne, vengono addotte come giustificazione per riprendere la caccia alle balene, almeno per alcune specie più abbondanti.
Questa decisione viene presa ogni anno dalla Commissione Internazionale Baleniera.

## Riferimenti normativi
- Regio decreto 23 giugno 1932, n. 1044 - Approvazione della Convenzione per il regolamento della caccia alla balena, conclusa a Ginevra, fra l'Italia ed altri Stati, il 24 settembre 1931.
- Legge 10 novembre 1997, n. 408 - Adesione della Repubblica italiana alla convenzione per la regolamentazione della caccia alle balene, con annesso, fatta a Washington il 2 dicembre 1946, ed al protocollo relativo, fatto a Washington il 19 novembre 1956, e loro esecuzione.